# Portrait de femme (Commodi)
Pour les articles homonymes, voir Portrait de femme.
Portrait de femme est une huile sur toile d'Andrea Commodi (1560-1638), peintre italien baroque actif à Florence et à Rome. Peinte vers 1590 et 1600, elle est conservée au musée des Augustins de Toulouse.

## Description
La peinture d'Andrea Commodi traduit une recherche de vérité dans la justesse de la caractérisation psychologique, plutôt que par la précision du détail. Son Portrait de femme s’inscrit dans la tradition du maniérisme tardif et peut être rapproché de la pittura senza tempo, tendance apprécié à la fin du XVIe siècle illustré par des artistes tels que Santi di Tito, maître de Commodi, ou Scipione Pulzone. L’identité du modèle demeurant inconnue, la simplicité saisissante de sa représentation contribue à conférer à ce tableau une impression de mystère. Ce portrait, d’un petit format et exécuté avec une touche légère, témoigne néanmoins d’une force expressive remarquable.

## Œuvre en rapport
Portrait de femme présente une étonnante ressemblence avec le Portrait de la courtisane Fillide Melandroni par Le Caravage, daté vers 1597 et détruit en 1945 à Berlin. Commodi est toutefois davantage empreint de l'héritage du maniérisme, avec une élégance subtile du trait et une douceur du coloris le différenciant de la représentation plus contrastée du Caravage.

## Historique
Acquise en 2021 par le musée des Augustins de Toulouse, ce portrait est la seconde peinture de Commodi à entrer dans les collections publiques françaises. Sa présence était jusqu'alors limitée à une série de dessins conservés au département des Arts Graphiques du musée du Louvre et à une Judith au musée des Beaux-Arts de Dijon.